# 12527 Anneraugh
12527 Anneraugh (1998 JE3) là một tiểu hành tinh vành đai chính được phát hiện ngày 1 tháng 5 năm 1998 bởi Lowell Observatory Near-Earth Object Search ở Trạm Anderson Mesa.